# Ruhnu
Ruhnu (Zweeds: Runö) is een eiland in de Golf van Riga. Het behoort toe aan Estland en vormt een gemeente van de provincie Saaremaa. Het eiland heeft een oppervlakte van 11,9 km².
Het eiland heeft een vliegveld en een haven. De lokale bevolking leeft met name van toerisme en visserij.

## Bevolking
De ontwikkeling van het aantal inwoners blijkt uit het volgende staatje:
| Jaar            | 2011 | 2015 | 2017 | 2019 | 2021 | 2023 | 2024 |
| --------------- | ---- | ---- | ---- | ---- | ---- | ---- | ---- |
| Aantal inwoners | 55   | 139  | 127  | 141  | 140  | 88   | 90   |

## Geschiedenis
De bevolking van Ruhnu was eeuwenlang van Zweedse afkomst, sprak een Zweeds dialect en volgde het Zweedse recht. Het eiland behoorde tot Zweden tot het in 1721 aan Rusland werd afgestaan. In 1919 werd het een deel van de nieuwe republiek Estland. Er woonden toen meer dan 200 mensen.
Toen de Sovjet-Unie in 1944 Estland heroverde, vluchtten bijna alle eilandbewoners naar Zweden. Ze werden grotendeels door etnische Esten vervangen. Nadat een storm in 1969 het eiland had verwoest, verlieten de meeste inwoners Ruhnu en zakte het inwoneraantal onder de honderd.
Na het uiteenvallen van de Sovjet-Unie in 1991 kregen de vroegere Zweedse inwoners hun eigendomsrechten op huizen en gronden terug, maar slechts zeer weinigen onder hen zijn teruggekeerd. De meeste boerderijen worden verpacht.

## Foto's

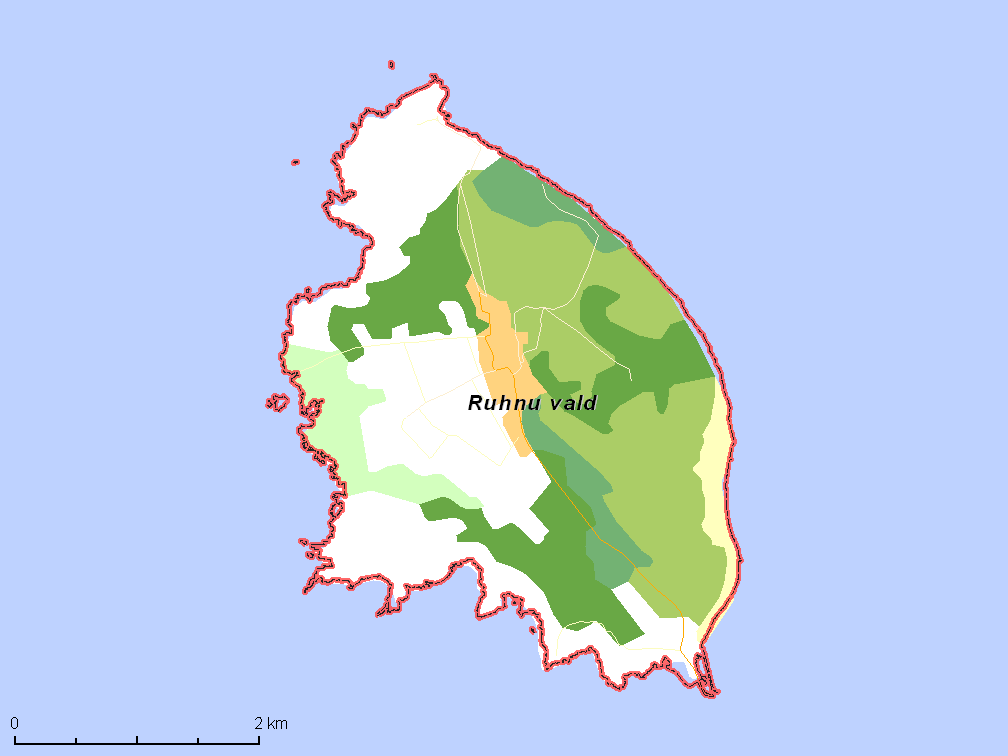
Landkaart van Ruhnu
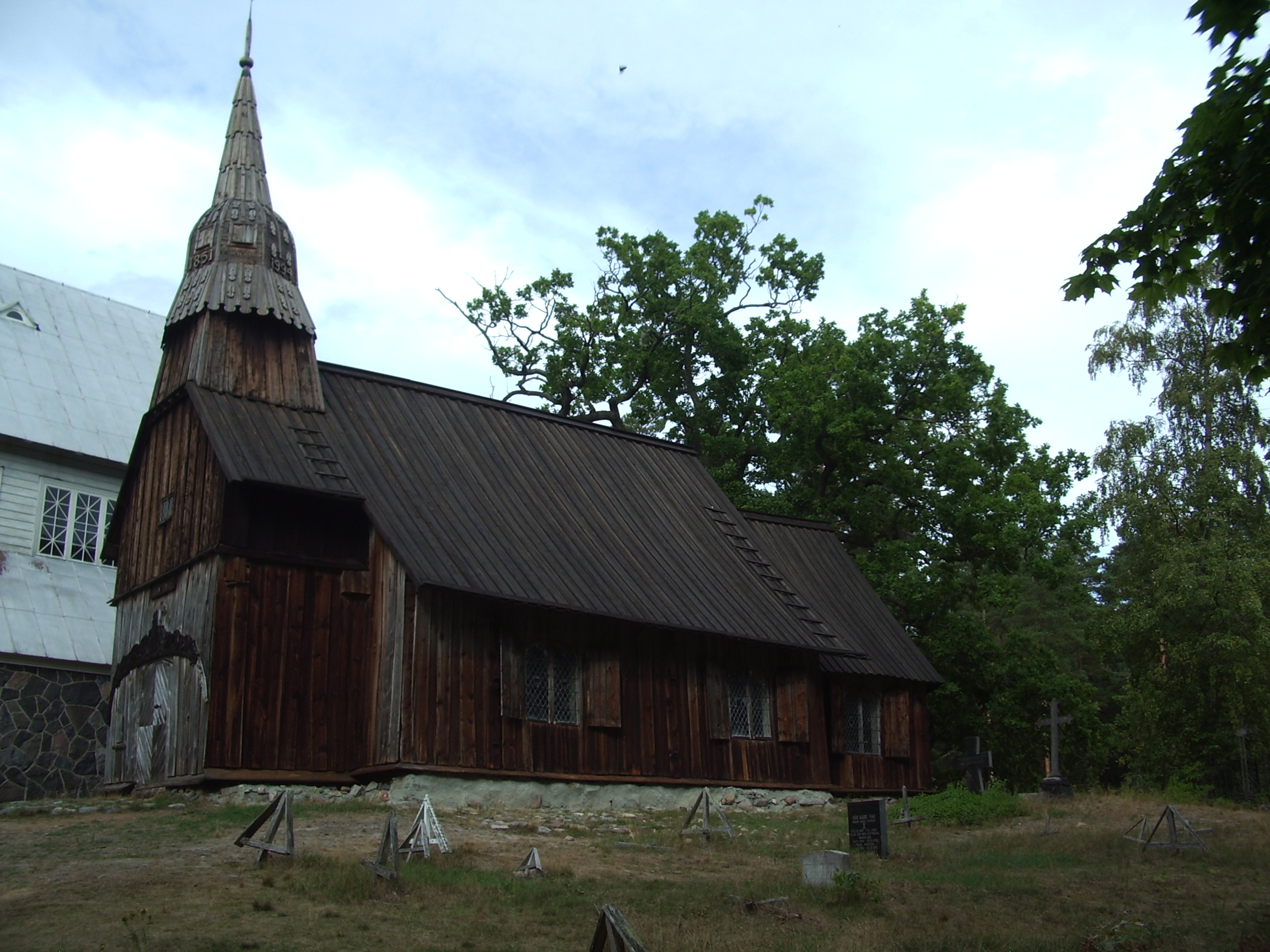
Kerk van Ruhnu
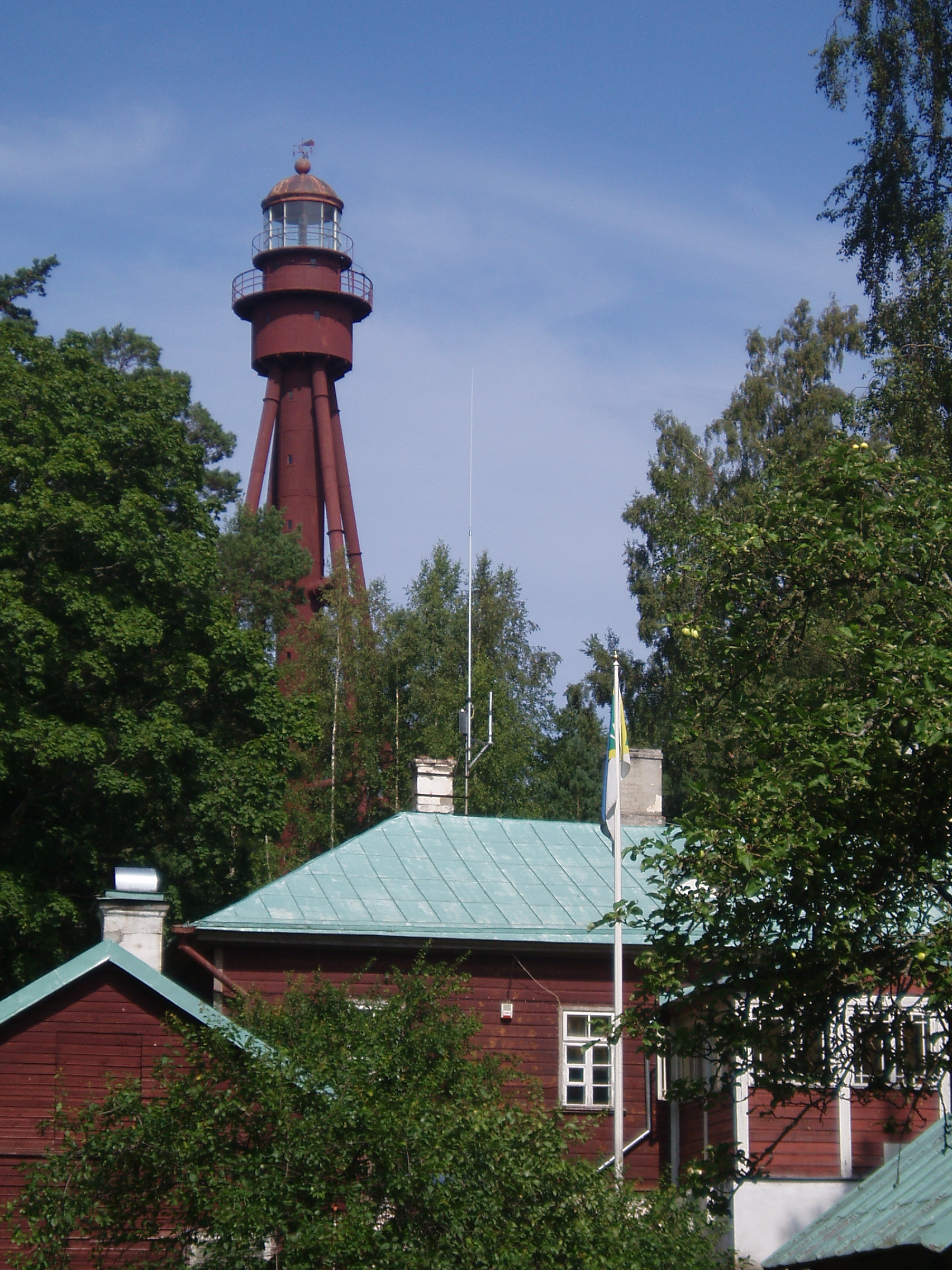
Vuurtoren van Ruhnu

Landgemeenten: Muhu · Ruhnu · Saaremaa
- Gemeinsame Normdatei: 4398382-0
- Library of Congress Control Number: sh92006354
- MusicBrainz: c96603f8-b0a9-4318-9b9b-f6abfc8fbb4e
- Nationale Bibliotheek van Israël: 987007539579205171
- Virtual International Authority File: 247813328